# Сассекс-Корнер
Сассекс-Корнер (англ. Sussex Corner) — село в Канаді, у провінції Нью-Брансвік, у складі графства Кінгс.

## Населення
За даними перепису 2016 року, село нараховувало 1461 особу, показавши скорочення на 2,3%, порівняно з 2011-м роком. Середня густина населення становила 156,4 осіб/км².
З офіційних мов обидвома одночасно володіли 200 жителів, тільки англійською — 1 260, тільки французькою — 5, а 5 — жодною з них. Усього 15 осіб вважали рідною мовою не одну з офіційних.
Працездатне населення становило 57,9% усього населення, рівень безробіття — 11,4%.
Середній дохід на особу становив $41 109 (медіана $30 733), при цьому для чоловіків — $52 888, а для жінок $30 890 (медіани — $39 808 та $24 448 відповідно).
30,6% мешканців мали закінчену шкільну освіту, не мали закінченої шкільної освіти — 24,4%, 45% мали післяшкільну освіту, з яких 27,5% мали диплом бакалавра, або вищий.
| Статево-вікова структура населення | Статево-вікова структура населення | Статево-вікова структура населення | Статево-вікова структура населення | Статево-вікова структура населення |
| ---------------------------------- | ---------------------------------- | ---------------------------------- | ---------------------------------- | ---------------------------------- |
|                                    |                                    |                                    |                                    |                                    |
| Всього                             | Всього                             | 47,8%52,2%                         |                                    |                                    |
| 0 — 14 років                       | 0 — 14 років                       |                                    | 15,1%                              | 15,1%                              |
| 15 — 64 років                      | 15 — 64 років                      |                                    | 58,9%                              | 58,9%                              |
| 65 і більше                        | 65 і більше                        |                                    | 26%                                | 26%                                |
| 85 і більше                        | 85 і більше                        |                                    | 2,4%                               | 2,4%                               |
| Середній вік (років)               | Середній вік (років)               | 44,447,3                           | 45,9                               | 45,9                               |
| Медіана (років)                    | Медіана (років)                    | 47,150,9                           | 49,6                               | 49,6                               |
| — чоловіки — жінки                 |                                    |                                    |                                    |                                    |

| Походження мешканців:     | Походження мешканців:     | Походження мешканців: | Походження мешканців: | Походження мешканців: |
| ------------------------- | ------------------------- | --------------------- | --------------------- | --------------------- |
| Походження                |                           |                       | осіб                  | %                     |
| Корінні американці        | Корінні американці        |                       | 35                    | 2.4%                  |
| Інше північноамериканське | Інше північноамериканське |                       | 730                   | 50%                   |
| Європейське               | Європейське               |                       | 1 090                 | 74.66%                |
| британське                | британське                |                       | 980                   | 67.12%                |
| французьке                | французьке                |                       | 210                   | 14.38%                |
| Африканське               | Африканське               |                       | 10                    | 0.68%                 |

## Клімат
Середня річна температура становить 5,8°C, середня максимальна – 23,7°C, а середня мінімальна – -15°C. Середня річна кількість опадів – 1 164 мм.
| Клімат поселення                              | Клімат поселення | Клімат поселення | Клімат поселення | Клімат поселення | Клімат поселення | Клімат поселення | Клімат поселення | Клімат поселення | Клімат поселення | Клімат поселення | Клімат поселення | Клімат поселення | Клімат поселення |
| Показник                                      | Січ.             | Лют.             | Бер.             | Квіт.            | Трав.            | Черв.            | Лип.             | Серп.            | Вер.             | Жовт.            | Лист.            | Груд.            |                  |
| Середній максимум, °C                         | −2,26            | −1,13            | 4,31             | 10,79            | 17,27            | 22,26            | 23,70            | 23,02            | 18,12            | 12,20            | 6,52             | −0,83            |                  |
| Середня температура, °C                       | −8,62            | −7,49            | −2,05            | 4,44             | 10,90            | 15,90            | 19,32            | 18,62            | 13,73            | 7,80             | 2,12             | −5,23            |                  |
| Середній мінімум, °C                          | −14,98           | −13,87           | −8,4             | −1,91            | 4,54             | 9,54             | 14,92            | 14,24            | 9,35             | 3,42             | −2,26            | −9,6             |                  |
| Норма опадів, мм                              | 109              | 86               | 101              | 87               | 96               | 88               | 93               | 81               | 94               | 105              | 110              | 114              |                  |
| Середньомісячна швидкість вітру, м/с          | 3.68             | 3.65             | 3.80             | 3.70             | 3.34             | 2.94             | 2.68             | 2.52             | 2.78             | 3.14             | 3.40             | 3.68             |                  |
| Середньомісячна сонячна радіація, кДж/м²·день | 5165             | 8510             | 12069            | 15216            | 18181            | 20231            | 20012            | 17699            | 13311            | 8496             | 4994             | 3979             |                  |
| --------------------------------------------- | ---------------- | ---------------- | ---------------- | ---------------- | ---------------- | ---------------- | ---------------- | ---------------- | ---------------- | ---------------- | ---------------- | ---------------- | ---------------- |
| Джерело:                                      |                  |                  |                  |                  |                  |                  |                  |                  |                  |                  |                  |                  |                  |